# Ponikva (Šentjur, Slovenija)
Ponikva je naselje u slovenskoj Općini Šentjuru. Ponikva se nalazi u pokrajini Štajerskoj i statističkoj regiji Savinjskoj. 

## Stanovništvo
Prema popisu stanovništva iz 2002. godine naselje je imalo 2,37 stanovnika.